# Carleton Place
Carleton Place è un comune del Canada, situato nella provincia dell'Ontario, nella contea di Lanark. Si trova a metà strada tra le cittadine di Perth, Almonte, Smiths Falls e la capitale Ottawa.